# Liten parasitspik
Liten parasitspik (Sphinctrina leucopoda) är en lavart som beskrevs av Nyl. Liten parasitspik ingår i släktet Sphinctrina och familjen Sphinctrinaceae.  Arten är reproducerande i Sverige. Inga underarter finns listade i Catalogue of Life.